# HD 111904
HD 111904，又名CP-59 4529，SAO 252069、HR 4887，是一颗恒星，视星等为5.76，位于銀經303.17，銀緯2.54，其B1900.0坐标为赤經12h 47m 24s，赤緯-59° 2.54′ 6″。